# Joe Bastianich
Joseph Bastianich (Nueva York; 17 de septiembre de 1968), más conocido como Joe Bastianich, es un empresario, hostelero y bodeguero estadounidense.
Es conocido por haber sido juez del programa de televisión MasterChef en Estados Unidos e Italia.

## Biografía
Joseph Bastianich se crio en Astoria, un suburbio de clase media en el distrito neoyorquino de Queens. Sus padres, Felice y Lidia Bastianich, son inmigrantes italianos de origen italiana que se establecieron en Estados Unidos en los años 1950 y abrieron su primer restaurante poco después del nacimiento de su hijo. El éxito de los negocios familiares motivó el interés de Joe por la gastronomía.
Tras obtener el título de grado en el Boston College en 1989, comenzó a trabajar como operador de bonos para Merrill Lynch en Wall Street. Sin embargo, abandonó al poco tiempo y se marchó a Italia para iniciarse profesionalmente como restaurador, un ámbito en el que sus padres estaban teniendo éxito gracias a su cadena de restaurantes Felidia. En 1993 consiguió que su familia avalara su primer restaurante propio, el Becco de Manhattan. Cuando sus padres se divorciaron en 1997, Felice renunció al negocio y cedió su participación a sus dos hijos, Joseph y Tanya.
En 1998, Bastianich se alió con el chef Mario Batali para abrir el Babbo Ristorante e Enoteca en Nueva York. La colaboración tuvo buena aceptación y prosperó con la apertura de siete restaurantes más en esa ciudad (Lupa, Esca, Casa Mono, Bar Jamón, Otto, Del Posto y Eataly), así como otros negocios en Los Ángeles y Las Vegas. La crítica gastronómica del New York Times otorgó a Del Posto una calificación de cuatro estrellas, algo que no ocurría con un restaurante italiano desde 1974. Por otro lado, Joe se expandió al sector vitivinícola con la compra de bodegas en Italia y Argentina.
En cuanto a sus apariciones televisivas, fue jurado durante las primeras cinco temporadas de la versión estadounidense del programa MasterChef (junto a Gordon Ramsay y Graham Elliot), donde se ha caracterizado por ser muy estricto. También participa en la edición italiana desde 2011. Anteriormente hizo alguna aparición en Lidia's Italy, un espacio presentado por su madre Lidia en la cadena pública PBS.
Bastianich reside en Greenwich (Connecticut), está casado y tiene tres hijos.